# Fuyuuma
Fuyuuma (auch: Fuuma, Fuma, Fuma Iyu Na Tini) ist eine Insel in Somalia. Sie gehört politisch zu Jubaland und geographisch zu den Bajuni-Inseln, einer Kette von Koralleninseln (Barriereinseln), welche sich von Kismaayo im Norden über 100 Kilometer bis zum Raas Kaambooni nahe der kenianischen Grenze erstreckt.

## Geographie
Die langgezogene Insel liegt vor der Küste, gegenüber dem Ort Fuuma und zwischen Ilisi im Norden und Kiwaasa im Süden.
Die Insel liegt ca. 1,5 km von der Küste entfernt und besteht aus dem meerseitigen Riffsaum. Das Riff ist jedoch weit zur Küste hin ausgezogen.

## Klima
Als Klima herrscht heißes Steppenklima mit Monsuneinfluss.